# Sunday Oliseh
Sunday Oliseh (Abavo, 1974. szeptember 19. –) nigériai válogatott labdarúgó, edző.

## Pályafutása

### Klubcsapatban
Pályafutását hazájában a Julius Berger csapatában kezdte. Ezt követően szerepelt többek között az RFC Liège, a Reggiana, az 1. FC Köln együtteseiben. 1997-ben az Ajax igazolta le, ahol két szezont töltött. Ezalatt egy holland bajnoki címet és két kupagyőzelmet szerzett. A következő csapata az olasz Juventus volt, de egy szezon után távozott. 2000 és 2002 között a Borussia Dortmundot erősítette. 2002-ben a VfL Bochum szerződtette, ahol szintén két évig szerepelt, majd 2004-ben visszatért a Dortmundhoz. Egy év után távozott és játékos pályafutásának utolsó csapata a belga KRC Genk lett.

### A válogatottban
1993 és 2002 között 63 alkalommal szerepelt a nigériai válogatottban és 4 gólt szerzett. Tagja volt az 1996. évi nyári olimpiai játékokon aranyérmet szerzett válogatottnak. Részt vett az 1994-es, a 2000-es és a 2002-es afrikai nemzetek kupáján, az 1994-es, az 1998-as világbajnokságon, illetve az 1995-ös konföderációs kupán.

## Sikerei, díjai
Ajax
- Holland bajnok (1): 1997–98
- Holland kupa (2): 1997–98, 1998–99

Borussia Dortmund
- Német bajnok (1): 2001–02
- UEFA-kupa döntős (1): 2001–02

Nigéria
- Afrikai nemzetek kupája (1): 1994

Nigéria U23
- Olimpiai bajnok (1): 1996